# Boulia
Boulia is een plaats in de Australische deelstaat Queensland en telt 288 inwoners (2001).